# Cemandi
Cemandi is een bestuurslaag in het regentschap Sidoarjo van de provincie Oost-Java, Indonesië. Cemandi telt 6223 inwoners (volkstelling 2010).